# Adolph Temper
Adolph Hermann Temper (* 15. April 1827 in Ruppertsgrün; † 21. Januar 1905 in Werdau) war ein deutscher Jurist und nationalliberaler Politiker. Er war Abgeordneter des Sächsischen Landtags und des Deutschen Reichstags.

## Leben und Wirken
Der Sohn des evangelischen Pfarrers Karl Gottlob Temper in Ruppertsgrün besuchte das Gymnasium in Plauen. Nachdem er von April 1845 bis Januar 1848 Rechtswissenschaften an der Universität Leipzig studiert hatte, begann er 1852 als Rechtsanwalt in Werdau zu praktizieren. Spätestens ab 1870 war er auch als Notar tätig. Ab 1870 war er stellvertretendes Mitglied, ab 1873 stellvertretender Sekretär und ab 1875 Sekretär des Advokatenkammer Zwickau. Von 1879 bis 1901 war er am Königlichen Landgericht in Zwickau tätig.
Temper war seit 1853 mit Elise Sophie (1829–1905), Tochter des Reichenbacher Rechtsanwalts Karl Heinrich Speck, verheiratet. Sein Schwager Carl Bernhard Speck absolvierte einen Teil seiner praktischen Ausbildung in Tempers Kanzlei und war später Bürgermeister von Neustädtel.
Politisch engagierte sich Temper in der Nationalliberalen Partei; er gehörte dem Vorstand des Nationalliberalen Landesvereins an. Er war Stadtrat in seiner Heimatstadt Werdau. Von 1869 bis 1871 vertrat er den 16. städtischen Wahlkreis in der II. Kammer des Sächsischen Landtags. Von Februar 1887 bis Februar 1890 war er als Abgeordneter des 18. sächsischen Wahlkreises Mitglied im Reichstag.